# Estrela do Sul 1
O Estrela do Sul 1 (também conhecido como Telstar 14) foi um satélite de comunicação geoestacionário construído pela Space Systems/Loral (SS/L), ele esteve localizado na posição orbital de 63 graus de longitude oeste e operado inicialmente pela Loral Skynet do Brasil e posteriormente pela Telesat Canada, com sede em Ottawa, no Canadá. O satélite foi baseado na plataforma LS-1300 e sua vida útil estimada era de 15 anos.

## História
O Estrela do Sul 1 (Telstar 14) é um satélite de comunicações operado inicialmente pela Loral Skynet do Brasil, que oferecia cobertura aos seus clientes em toda a América Latina com conectividade na América do Norte.
Os painéis solares norte do satélite não conseguiram abrir após o seu lançamento, limitando a eficácia da missão. Imagens do satélite em órbita mostraram enormes avarias afetando a matriz, indicando que ocorreu uma explosão durante o lançamento. Com o painel preso o satélite entrou em serviço com a capacidade reduzida (só com 17 transponders) e com a vida útil reduzida dos 15 anos para apenas 7.
O Estrela do Sul 1/Telstar 14 e o Estrela do Sul 2/Telstar 14R são construídos com base no modelo LS-1300, e tinha uma massa de lançamento de cerca de 5000 kg.
O Telstar 14R substituiu o Estrela do Sul 1, ele foi lançado em maio de 2011 a partir do Cosmódromo de Baikonur, no Cazaquistão por meio de um veiculo Proton-M lançado pelo International Launch Services. Mas infelizmente este satélite de substituição, o Telstar 14R experimentou o mesmo problema, o seu painel solar norte também não abriu. Mesmo assim o satélite substituto, o Telstar 14R está em serviço, apesar da falha de implantação.

## Lançamento
O satélite foi lançado com sucesso ao espaço no dia 11 de janeiro de 2004, às 04:13 UTC, por meio de um veículo Zenit-3SL a partir da plataforma de lançamento marítima da Sea Launch, a Odyssey. Ele tinha uma massa de lançamento de 4.694 kg.

## Capacidade e cobertura
O Estrela do Sul 1 era equipado com 41 transponders em banda Ku para fornecer serviços de vídeo direct-to-home e internet para o Brasil e América do Norte.